# Caridina denticulata
Caridina denticulata is een garnalensoort uit de familie van de Atyidae.